# Viktória Chladoňová
Viktória Chladoňová, née le 15 novembre 2006 à Soblahov, est une coureuse cycliste slovaque, évoluant sur plusieurs terrains : la route, le VTT et le cyclo-cross.

## Biographie
Lors de l'hiver 2022-2023, Viktória Chladoňová commence sa première saison de cyclo-cross chez les juniors (moins de 19 ans) et participe également à ses premières courses avec les élites. Elle est notamment au départ du Grand Prix de la ville slovaque de Podbrezová le 9 novembre chez les élites et remporte la course. Elle participe ensuite à la manche de Coupe du monde de cyclo-cross de Tábor le 23 novembre et prend la deuxième place de la course des juniors. Le 4 décembre 2022, alors âgée de 16 ans, elle remporte le titre national chez les élites,. 
En 2023, elle court également sur route, participant à la Coupe des nations avec la sélection slovaque sur le Tour du Gévaudan Occitanie. Elle se classe deuxième du championnat national junior, tant sur la course en ligne qu'en contre-la-montre. En VTT, elle devient championne de Slovaquie de cross-country juniors. 
Lors de la saison de cyclocross 2023-2024, Chladoňová défend avec succès son titre national le 25 novembre 2023. Lors des manches de Coupe du monde de cyclo-cross juniors, elle figure parmi les trois meilleures coureuses avec Célia Gery et Cat Ferguson, terminant finalement troisième de la Coupe du monde, des championnats du monde et des championnats d'Europe de leur catégorie d'âge. Elle enchaîne avec une saison sur route, remportant plusieurs courses chez les élites dont la Ladies Race Slovakia. Elle participe à nouveau au Tour du Gévaudan Occitanie, terminant deuxième derrière Cat Ferguson, ainsi que meilleure grimpeuse. Elle remporte également les deux titres nationaux juniors. Fin août, elle devient championne du monde de VTT juniors. Elle est également médaillée de bronze du championnat d'Europe du contre-la-montre juniors. En fin de saison, aux mondiaux sur route juniors, elle est vice-championne du monde du contre-la-montre derrière Cat Ferguson et médaillée de bronze de la course en ligne.
Quelques jours plus tard, l'équipe Visma Lease-a-bike annonce l'arrivée de Chladoňová dans ses rangs en 2025, avec un contrat pour trois ans. Elle justifie sa décision en invoquant l'opportunité de combiner sa discipline préférée, le cyclo-cross, avec le cyclisme sur route. Le 21 décembre 2024, elle est élue cycliste slovaque de l'année, devant Martin Svrček et Lukáš Kubiš.

## Palmarès sur route

### Par années
- 2023
  - 2e du championnat de Slovaquie sur route juniors
  - 2e du championnat de Slovaquie du contre-la-montre juniors
  - 6e du championnat d'Europe sur route juniors
- 2024
  -  Championne de Slovaquie sur route juniors
  -  Championne de Slovaquie du contre-la-montre juniors
  - Ladies Race Slovakia
  -  Médaillée d'argent du championnat du monde du contre-la-montre juniors
  - 2e du Tour du Gévaudan Occitanie
  -  Médaillée de bronze du championnat du monde sur route juniors
  -  Médaillée de bronze du championnat d'Europe du contre-la-montre juniors
- 2025
  -  Championne de Slovaquie sur route
  -  Championne de Slovaquie du contre-la-montre

### Résultats sur les grands tours

#### Tour d'Italie
1 participation
- 2025 : 16e

#### Tour d'Espagne
1 participation : 
- 2025 : 36e

### Classements mondiaux
| Année                                 | 2024 |
| ------------------------------------- | ---- |
| Classement UCI                        | 657e |
|                                       |      |
| Légende : nc = non classéSource : UCI |      |

## Palmarès en cyclo-cross
- 2022-2023
  -  Championne de Slovaquie de cyclo-cross
  - Grand Prix Podbrezová, Podbrezová
  - 8e des championnats d'Europe de cyclo-cross juniors
  - 9e du championnat du monde de cyclo-cross juniors
- 2023-2024
  -  Championne de Slovaquie de cyclo-cross
  - Grand Prix Selce, Selce
  - Grand Prix Podbrezová, Podbrezová
  - Grand Prix Topoľčianky, Topoľčianky
  - Grand Prix Ziar Nad Hronom, Žiar nad Hronom
  -  Médaillée de bronze du championnat du monde de cyclo-cross juniors
  -  Médaillée de bronze du championnat d'Europe de cyclo-cross juniors
  - 3e de la Coupe du monde juniors
- 2024-2025
  -  Championne de Slovaquie de cyclo-cross
  - Grand Prix Trnava, Trnava
  - Grand Prix Topoľčianky #1, Topoľčianky
  - Grand Prix Topoľčianky #2, Topoľčianky
  - Grand Prix Podbrezová, Podbrezová
  - 6e du championnat du monde de cyclo-cross espoirs
  - 6e du championnat d'Europe de cyclo-cross espoirs
  - 6e de la Coupe du monde espoirs

## Palmarès en VTT

### Championnats du monde
- Pal Arinsal 2024
  -  Championne du monde de cross-country juniors

### Championnats de Slovaquie
- 2023
  -  Championne de Slovaquie de cross-country juniors

## Distinctions
- Cycliste slovaque de l'année : 2024